# Palais Mniszech (Varsovie)
Le palais Mniszech (en polonais Pałac Mniszchów) est un palais construit au XVIIIe siècle. Il est situé au n° 34 rue Senatorska, dans l'arrondissement de Śródmieście (Centre-ville) à Varsovie.

## Sources
- VIAF

- (pl) Cet article est partiellement ou en totalité issu de l’article de Wikipédia en polonais intitulé « Pałac Mniszchów w Warszawie » (voir la liste des auteurs).